# Antigua, Humilde, Fervorosa y Muy Venerable Hermandad y Cofradía del Santísimo Cristo De la Vera+Cruz y María Santísima de la Esperanza
La Real, Antigua, Humilde, Fervorosa y Muy Venerable Hermandad y Cofradía del Santísimo Cristo de la Veracruz y María Santísima de la Esperanza es una cofradía católica del pueblo malagueño, de Sierra de Yeguas, en Andalucía, España.
Tiene su sede en la Iglesia parroquial de la Inmaculada Concepción. Hace su estación de penitencia durante la Semana Santa serrana en la madrugada del Jueves Santo.

## Historia

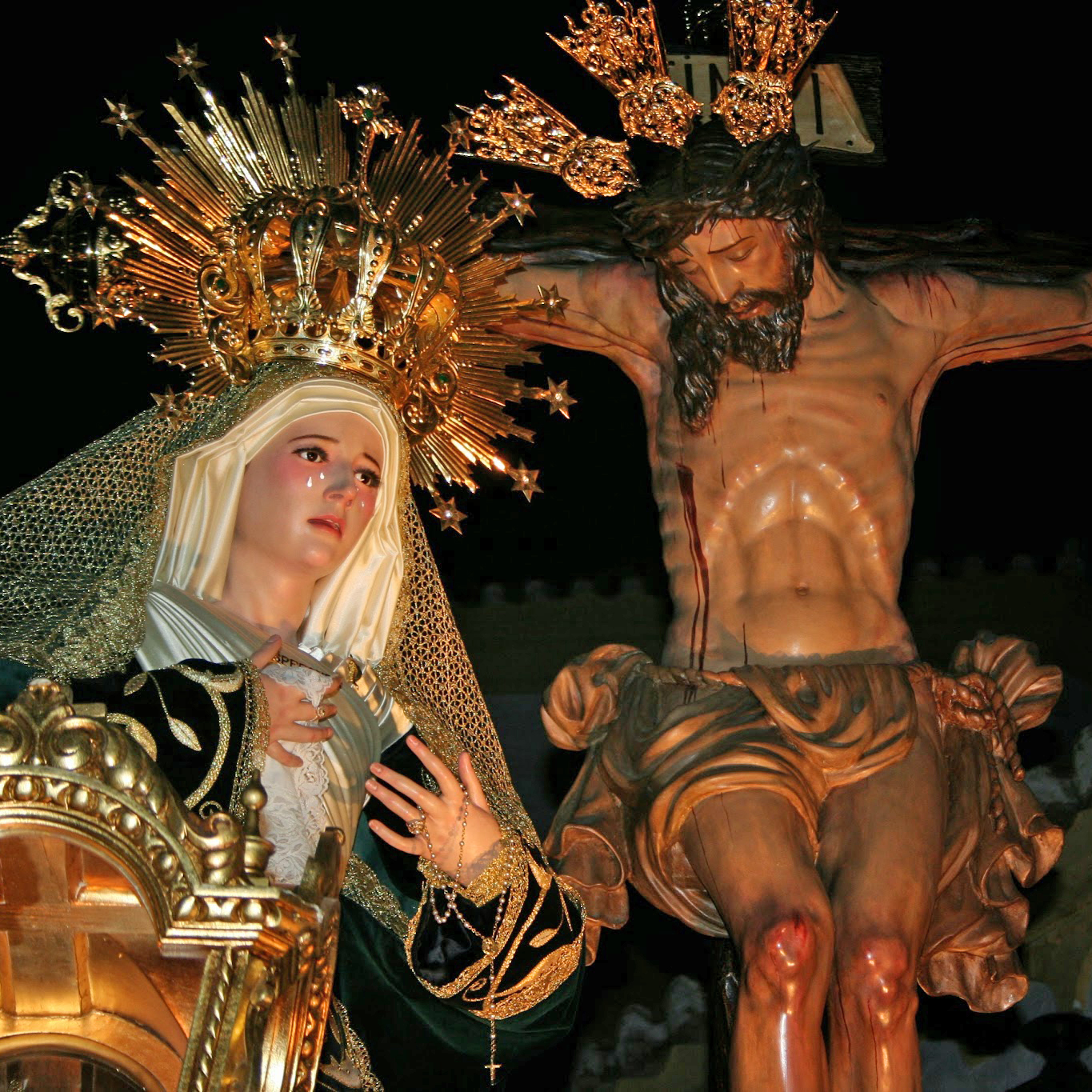
Santísimo Cristo de la Veracruz y María Santísima de la Esperanza en procesión.

Esta Cofradía tiene constancia, que en el inventario de la Iglesia de la Inmaculada Concepción, del 11 de julio de 1703, dicta así: <<...Una ymagen de Xpto. crucificado en su capilla con 3 potencias de plata...>> 

En los archivos municipales de Sierra de Yeguas, en el Catastro que mandó hacer el marqués de la Ensenada, nos encontramos con un escrito que recoge lo siguiente: <<Año 1760. Cofradía del Santo Cristo de la Vera Cruz de este lugar. Olivar. Tiene por sus bienes una pieza de tierra puesta de olivar en el partido del Hornillo, distante de la población de un quinto de legua, consistente en tres avanzadas...>> 

De lo que se desprende de estos escritos, es que esta Cofradía existía ya a principios del siglo XVIII, y que poseía bienes, de los cuales no se tienen constancia. Se supone, que éstos pasarían al Estado, cuando éste se hizo cargo de los bienes de la Iglesia. Queda al menos, la constancia de conocer la antigüedad de esta hermandad, ya que la propia cofradía no tiene documentos anterior a 1941. 

En la Quema de conventos de 1931 en España, cuentan los hermanos más longevos, que se destruyeron todas las imágenes religiosas que existían en la iglesia parroquial, exceptuando la cruz del crucificado, que es de 1892, ya que solo se utilizaba para su estación de penitencia. 

El 22 de abril de 1937, una feligresa del Santo Cristo de la Veracruz, Dña. Dolores Castro Sánchez, encarga al escultor sevillano, Antonio Castillo Lastrucci, un crucificado que fue entregado tres meses más tarde.
Pero no es hasta el 13 de marzo de 1941, cuando un grupo de hermanos de la Hermandad del Santo Cristo de la Veracruz, se reorganizan para empezar a hacer su penitencia, como en antaño. En la misma reunión, se establece una directiva, y se acuerda nombrar a la hermana que sufragase los gastos de la adquisición de la nueva imagen, como Hermana Mayor Honoraria, así como a su marido. 

Es importante recordar, que Sierra de Yeguas, fue una población muy castigada en los años de la guerra civil española, y que fue bastante difícil, volver a recomponer la cofradía, tanto económicamente, como por la falta de feligreses, por motivos obvios.
Es por tanto, desde este año, que la cofradía tiene documentación fehaciente, tanto de actas, gastos, donaciones, etc.

## Sede Canónica

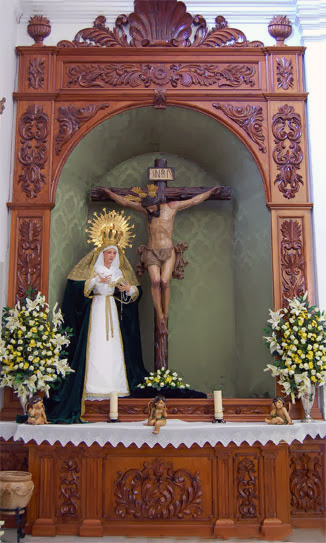
Capilla en la Sede Canónica

La Sede Canónica de la Hermandad es la Iglesia parroquial de la Inmaculada Concepción, de Sierra de Yeguas, que se encuentra en la plaza de Andalucía; y fue mandada a construir por el marqués de Estepa el año 1559. 

En el interior, junto al altar mayor, concretamente a la izquierda, se encuentra la capilla del Santísimo Cristo de la Veracruz y María Santísima de la Esperanza, de madera de pino, obra de Antonio Solís, de 1988.

## Casa Hermandad
La Casa Hermandad de la cofradía, comenzó a realizarse en el año 2000 y se encuentra en la calle Oliva, 34, de Sierra de Yeguas. Fue finalizada en el año 2012, siendo Hermano Mayor, D. Cristóbal Sánchez. Para ello el día 16 de diciembre de 2012, fue bendecida por el director Espiritual de la cofradía, el Rvdo. Antonio Prieto Zurita, ante la presencia de los Sagrados Titulares. 

El edificio, fue proyectado con el objetivo de crear un espacio de acogimiento de los propios hermanos; así como para custodiar el ajuar de los titulares, enseres litúrgicos, archivos, etc.

## Imágenes

### Santísmo Cristo de la Veracruz

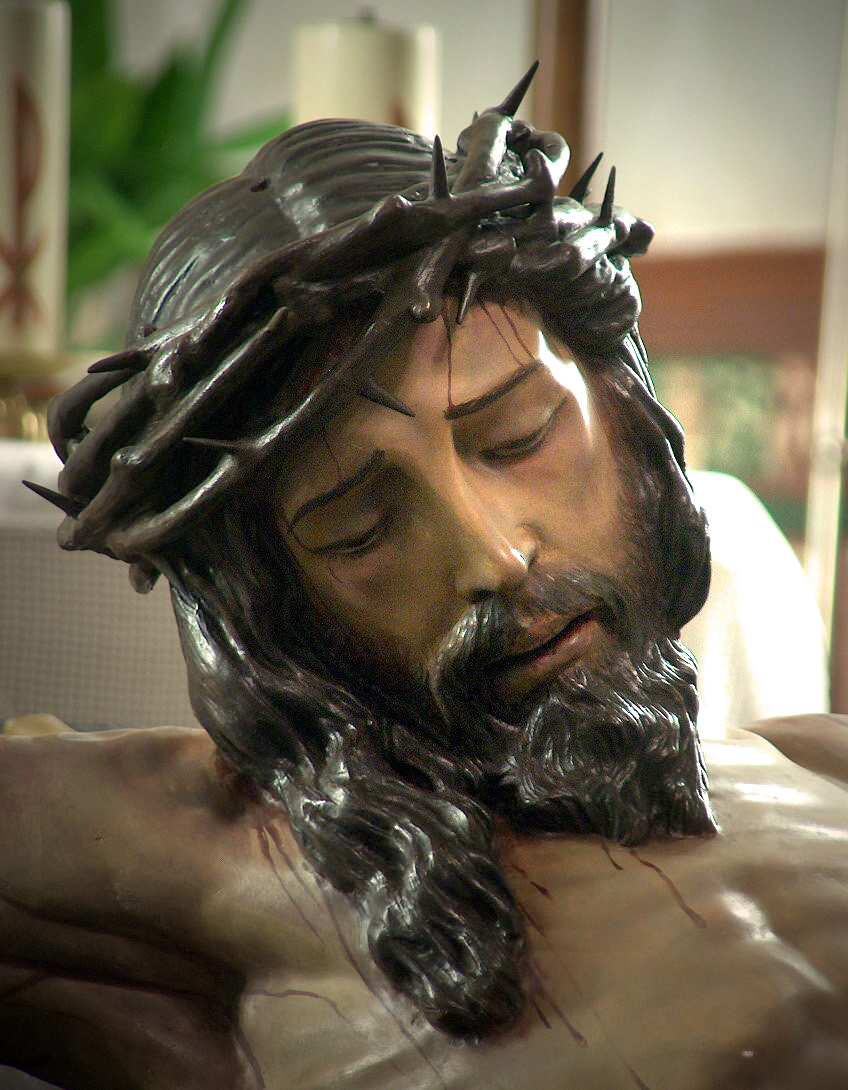
Rostro del Santísimo Cristo de la Veracruz.

Este crucificado de 1937, es obra de, Antonio Castillo Lastrucci. Es una talla de estilo neobarroco sevillano, de 1,76 metros de altura y realizada en madera de cedro policromada, que representa a Jesús crucificado justo después de la muerte. En esta ocasión Castillo Lastrucci, aún sin privarla de su impronta y carácter propio, crea una imagen que sugiere las formas y la estética de los grandes maestros Martínez Montañés y Juan de Mesa. 
Tiene la cabeza, vencida hacia el lado derecho, presenta corona de espinas tallada, añadiéndosele potencias de orfebrería bañadas en oro. El rostro responde al modelo ideal de belleza masculina que Castillo va a aplicar a todas sus imágenes cristíferas. La dulce y serena concepción de la cabeza en general, y del rostro en particular, justifica la advocación de la Buena Muerte de Cristo. El sudario se anuda en la cadera izquierda y deja al descubierto ese costado. Tres clavos lo fijan a la cruz.
Tras haber finalizado este crucificado, la Hermandad sevillana de la Hiniesta, hace un encargo en agosto de ese mismo año, de un crucificado con características similares, dejando muy pocas diferencias entre las dos tallas, como por ejemplo, el anudamiento del sudario, que se realiza en el lado contrario; con el tiempo, se puede ver, que ambas esculturas, tienen diferencias obvias como el policromado, debido a las diferentes restauraciones y el paso del tiempo, en situaciones diferentes. 
La imagen tuvo un coste de 3.750 pesetas, que se pagarían en tres veces: 1.000 pesetas al firmar el contrato, 1.000 pesetas, cuando la imagen estuviera esculpida en madera, y las 1.750 pesetas restantes cuando el Crucificado estuviera completamente terminado en el domicilio y taller del escultor, en la calle San Vicente n.º 52, de Sevilla. El contrato fue firmado, el día 22 de abril de 1937, cuando la hermana D.ª Dolores Castro, que fuese quien sufragase los costes de esta imagen, visitara la casa de Lastrucci.

### María Santísima de la Esperanza

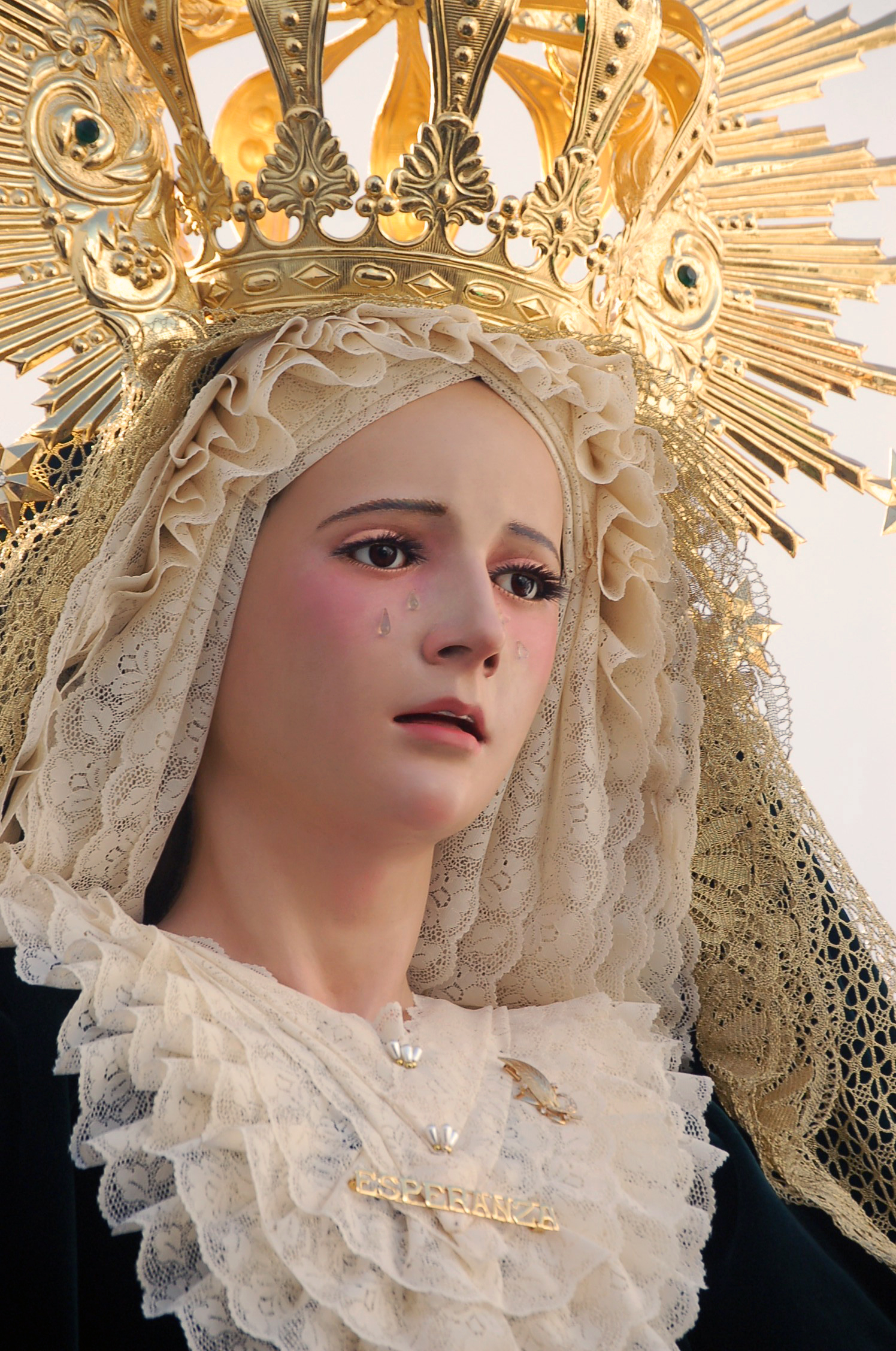
María Santísima de la Esperanza

La Virgen de la Esperanza fue realizada por el imaginario sevillano Sebastián Santos Rojas, en el 1956.
Se trata de una imagen de estilo Contemporáneo, y fechada en 1956. Es de las denominadas de candelero, para vestir, y está realizada en madera de cedro policromada con una altura de 169 centímetros. 
El rostro muestra una belleza casi adolescente, con una mascarilla de excelente factura; posee una expresividad de serenidad y esperanza. Sus cejas son poco arqueadas, acompañadas de mejillas rojas, y la boca entreabierta, que muestra la lengua proyectada hacia adelante, y tiene los dientes superiores tallados, connotando una expresión de suspiro y dolor por la muerte de su hijo, pero con la esperanza, de que el dolor ha terminado, y su hijo resucitará. Posee ojos con el iris policromado en tonos castaños, con la mirada perdida en el horizonte; recorren por sus pómulos tres lágrimas de cristal que simbolizan tres de las cinco angustias padecidas por la Virgen: Lágrimas de los que, lejos del pecado, empiezan a querer servir a Dios; Lágrimas de los que aman con perfección a Dios y al prójimo; y, Lágrimas de dulzura, derramadas con gran suavidad por la unión íntima del alma con Dios. Sus manos se encuentran abiertas, con dedos torneados y palmas extendidas portando un manípulo en la mano derecha y un rosario en la izquierda. A finales de 2006, es restaurada por el Profesor Sr. D. Antonio Ramos Notario.

## Paso por la carrera oficial
| Predecesor: Hermandad de Nuestro Padre Jesús de la Humildad | Orden de entrada en carrera oficial (Jueves Santo) 2.º lugar | Sucesor: Hermandad de Nuestro Padre Jesús Nazareno |

## Estación de penitencia
La estación de penitencia, es realizada el Jueves Santo a las, 21.30, y comienza desde la iglesia parroquial de la Inmaculada Concepción; dónde antes de que la Banda de Músicos, entone la Marcha Real, como es tradición en las procesiones de gran parte de la geografía; los músicos interpretan, la marcha de "Oración por los Caídos", del compositor Abel Moreno. Esto junto con el apagado del alumbrado eléctrico, crea un ambiente de silencio y rezo, que es una tradición de tiempos inmemoriales. A continuación, el cortejo, se incorpora a la carrera oficial, a través de las calles Iglesia, Nueva, Dr. Artacho, Real, Plaza de Andalucía, Cruz, Villavicencio, Cristo, Plaza de la Libertad, y de nuevo entra a su templo, alrededor de las 2.30 de la madrugada. 

El cortejo está compuesto, por una Cruz de Guía, junto a dos faroles, que lo siguen el tramo de nazarenos, que portan cirios verdes, y entre ambas filas, se encuentra el estandarte de la hermandad. En el siguiente tramo, procesionan las mujeres vestidas de Mantilla, en honor, a Nuestra Señora de la Esperanza. Y lo continua, el único trono de la cofradía, donde se encuentran los sagrados titulares, que los prosigue el acompañamiento musical. 

### Túnica de Nazarenos
Durante la estación de penitencia los cofrades visten túnicas y antifaz de color negro, con capas de color verde. Usan zapatos y guantes negros, y botonaduras y cíngulo de color verde. En el hombro izquierdo, sobre la capa, el escudo de la hermandad. 

### Mujeres de Mantilla

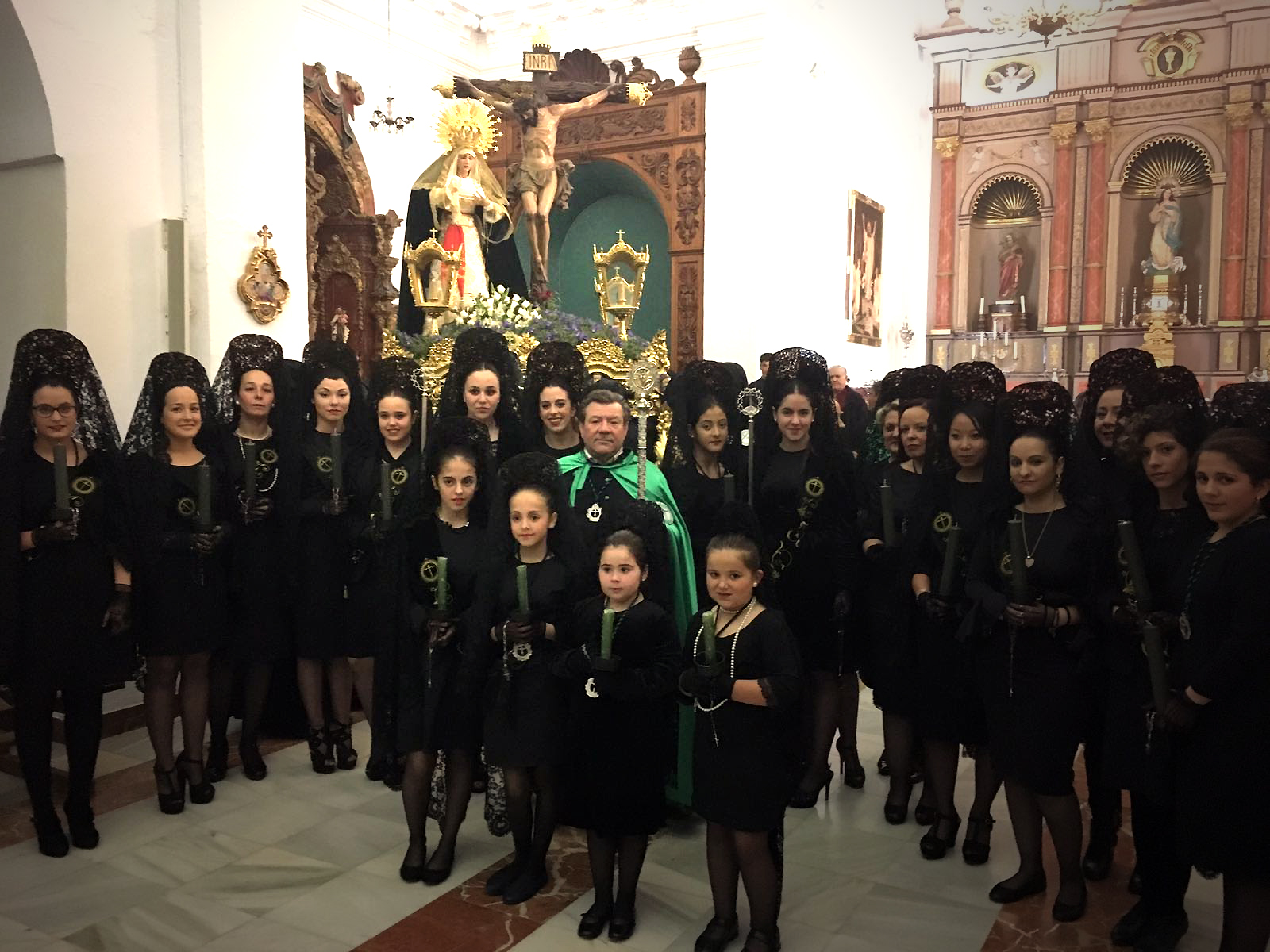
Mujeres de Mantilla, en honor a María Santísima de la Esperanza

La mantilla es el traje que visten algunas mujeres que acompañan al trono. Es un traje de luto por la muerte de Cristo. 
Las ropas que forman la mantilla no solamente consiste en la mantilla en sí, que siempre es de encaje de blonda o chantillí, sino que lleva peineta de carey (concha) u otro material de imitación que se cubre con dicha mantilla. A esto se añaden los complementos que la sujetan, peinecillos, horquillas, broches etc. y la mantienen derecha. El vestido complementario es de color negro (siempre de un largo por debajo de la rodilla), al igual que las medias, los zapatos de salón y los guantes. Las mantillas de María Santísima de la Esperanza, portan un pequeño cirio y un rosario, con las imágenes de los dos titulares. Por último, llevan una banda de terciopelo verde, con bordados en oro del escudo primitivo de la cofradía.

### Hombres de Trono
Los hombres de trono, visten al igual que los nazarenos, aunque ni llevan capa, ni cartón de capirote bajo el antifaz. Pero la diferencia más notoria, es un fajín, que se diferencia del resto de los nazarenos, porque van bordado en hilo de oro con el escudo primitivo de la cofradía. Estos cinturones, aunque son recientes, y actualizados, con materiales de hoy día; tienen su motivo en que antiguamente se realizaron los cinturones diferentes para los directivos de la cofradía. Estos aunque ya no tienen uso, si se pueden ver en la Casa Hermandad. Estos cinturones pioneros eran muy pocos, algunos se han perdido, otros están mal conservados, y fue por ello por lo que se pensó en hacerlos nuevos, aunque en este caso, ampliando también a los Hombres de Trono.

### Trono
Fue realizado en 1958, de los tallares Hnos. Hernández Jiménez. En él, la efigie del Cristo va en el centro del trono de singular diseño; de estructura troncopiramidal, siendo la simulación del monte Gólgota, donde fue crucificado; y un frente dotado de un cornisamento en dorado con el escudo tallado y policromado de la hermandad, en el centro. A ambos lados custodian el escudo dos querubines; acentuándose la ornamentación en las esquinas del trono, y tallado en ellas los cuatro evangelistas; en la izquierda San Marcos con un león, y a la derecha San Mateo con un ángel. En la parte trasera se encuentra en el centro la heráldica de Sierra de Yeguas, y en las esquina trasera derecha a San Lucas con un buey; y en la izquierda a San Juan con un águila. En los cuatro costados se repite la distribución, escudo en el centro entre dos querubines y las esquinas con los evangelistas. En las partes laterales del trono, no existen escudos como tal, pero si dos tallas en relieve; que simbolizan Arma Christi o los instrumentos de la Pasión son objetos asociados a la Pasión de Cristo en el simbolismo católico medieval que representan una serie de méritos en forma de armas heráldicas conquistados por Jesucristo frente a Satanás. En concreto, en la parte derecha, se encuentra una columna y un látigo dónde fue maniatado y flagelado, una corona de espina con la que fue coronado y unos dados que simbolizan la suerte del destino de cristo; podríamos determinar que todos estos símbolos determinan la Pasión. Mientras que en el costado izquierdo, se encuentra una escalera, una lanza, una esponja, los tres clavos, un martillo y unos alicates; que simbolizaría la Muerte. El trono es adornado con lirios morados y un centro de rosas blancas a los pies de María Santísima de la Esperanza, que se encuentra a la derecha del crucificado.

## Marchas Procesionales
Tiene las siguientes Marchas Procesionales dedicadas a sus Sagrados Titulares:
- Cruz de Esperanza. David Collado López. 2018.[8]

## Hermanos Mayores Honoríficos
Dña. Dolores Castro Sánchez, en el 1941.
D. Juan Ramírez Torres, en el 1941.
D. José Torres Mancheño, en el 1968.
D. Alonso Torres Rengel, en el 2010.
D. Felipe Juan Pablo Alfonso de Todos los Santos de Borbón y Grecia - Rey de España , en el 2019.

## Actividades Culturales

### Certamen de Saetas "Alonso Torres rengel"
La cofradía, desde hace 21 años, celebra un Certamen de Saetas en su Sede Canónica, con la colaboración de saeteros locales; con la intención de difundir este arte musical, relacionado con la Semana Santa. Desde primer momento, tuvo una gran acogida, y cada aniversario va en aumento, la participación y la asistencia del público. Este último certamen, se acordó en la cofradía, que llevase el nombre de su propulsor, y quien fuese Hermano Mayor de la Cofradía, dedicando una vida entera a ella, D. Alonso Torres Rengel.

## Galería de imágenes

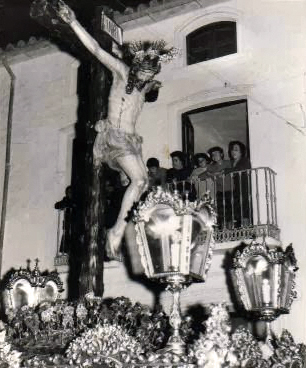
Santísimo Cristo de la Veracruz, 1948.
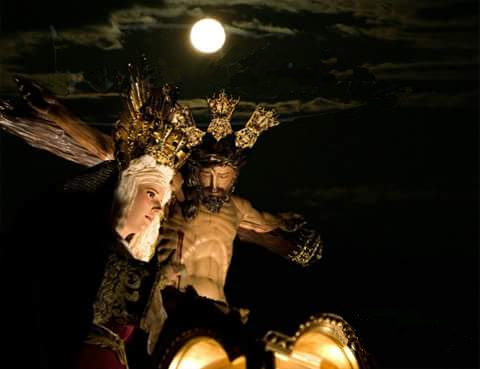
Santísimo Cristo de la Veracruz y María Santísima de la Esperanza en estación de penitencia.
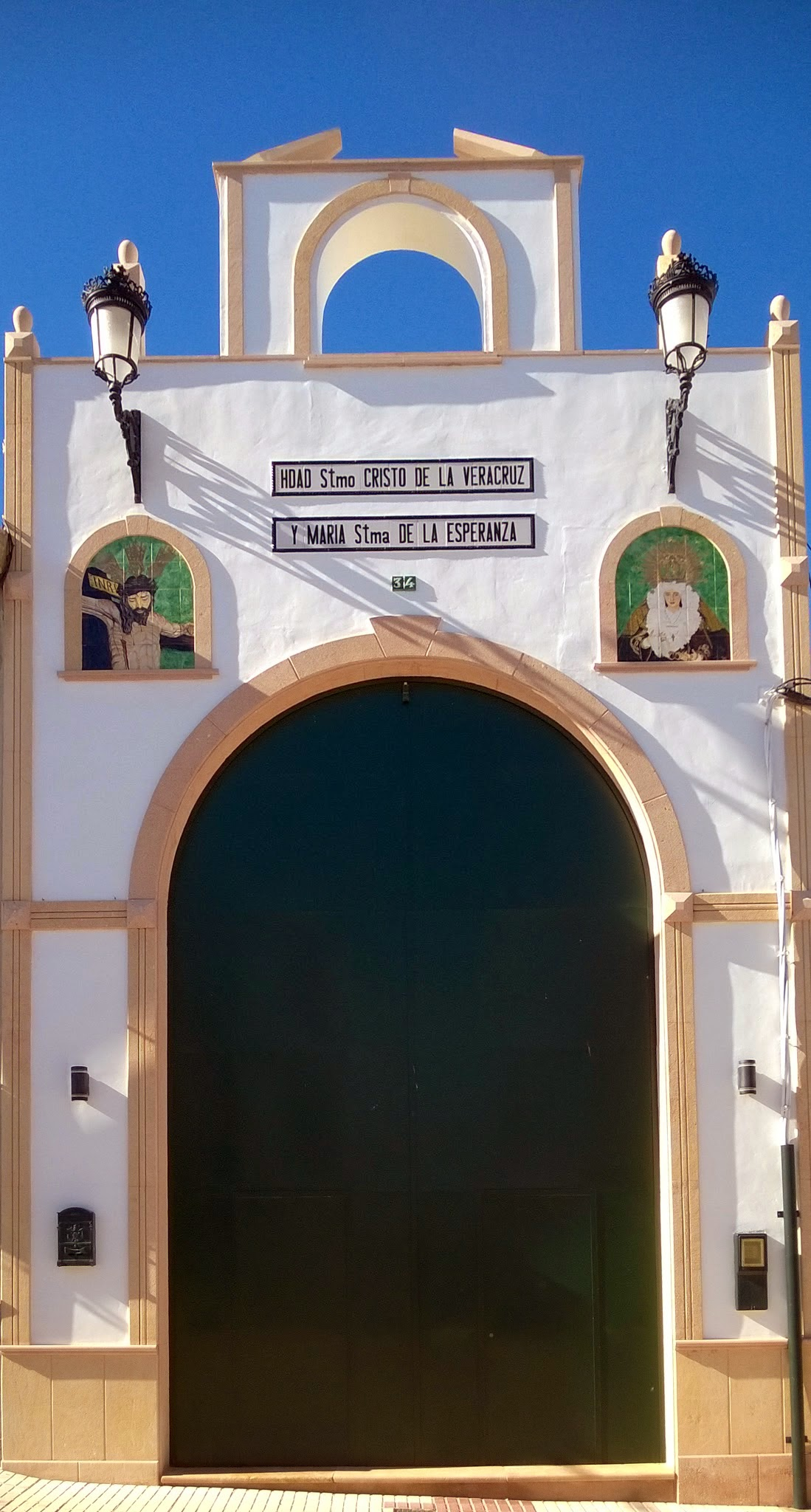
Casa hermandad del Santísimo Cristo de la Veracruz y María Santísima de la Esperanza.
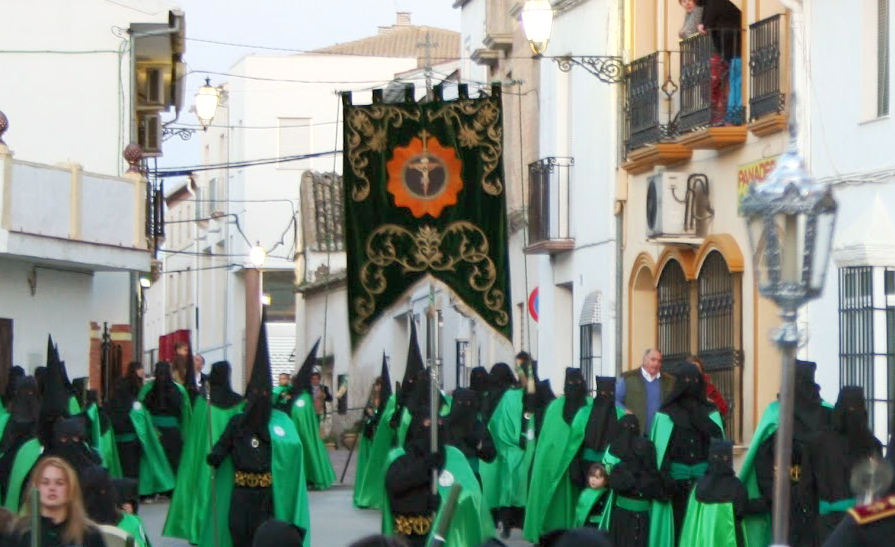
Santísimo Cristo de la Veracruz y María Santísima de la Esperanza en estación de penitencia.
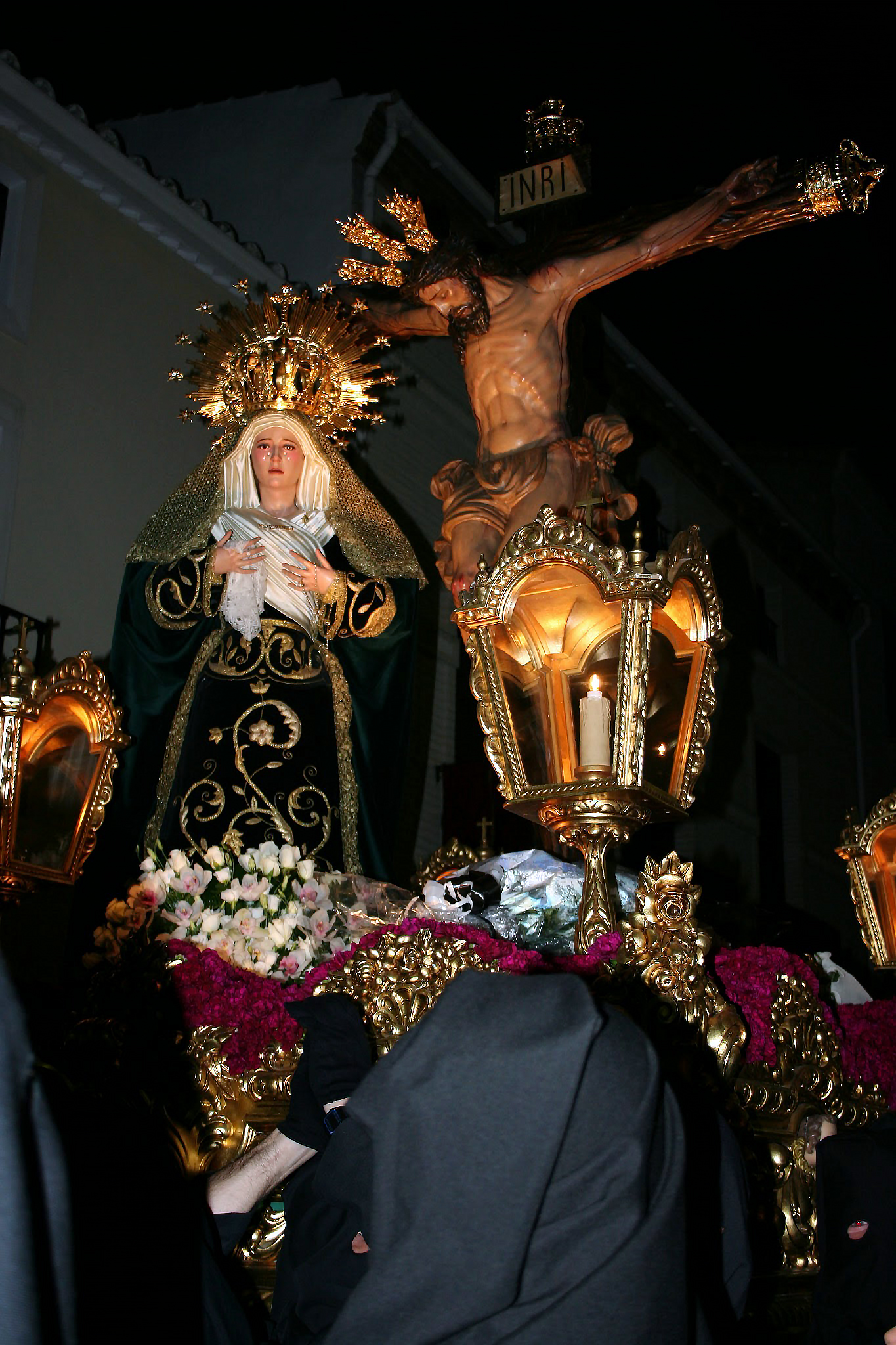
Santísimo Cristo de la Veracruz y María Santísima de la Esperanza en estación de penitencia.
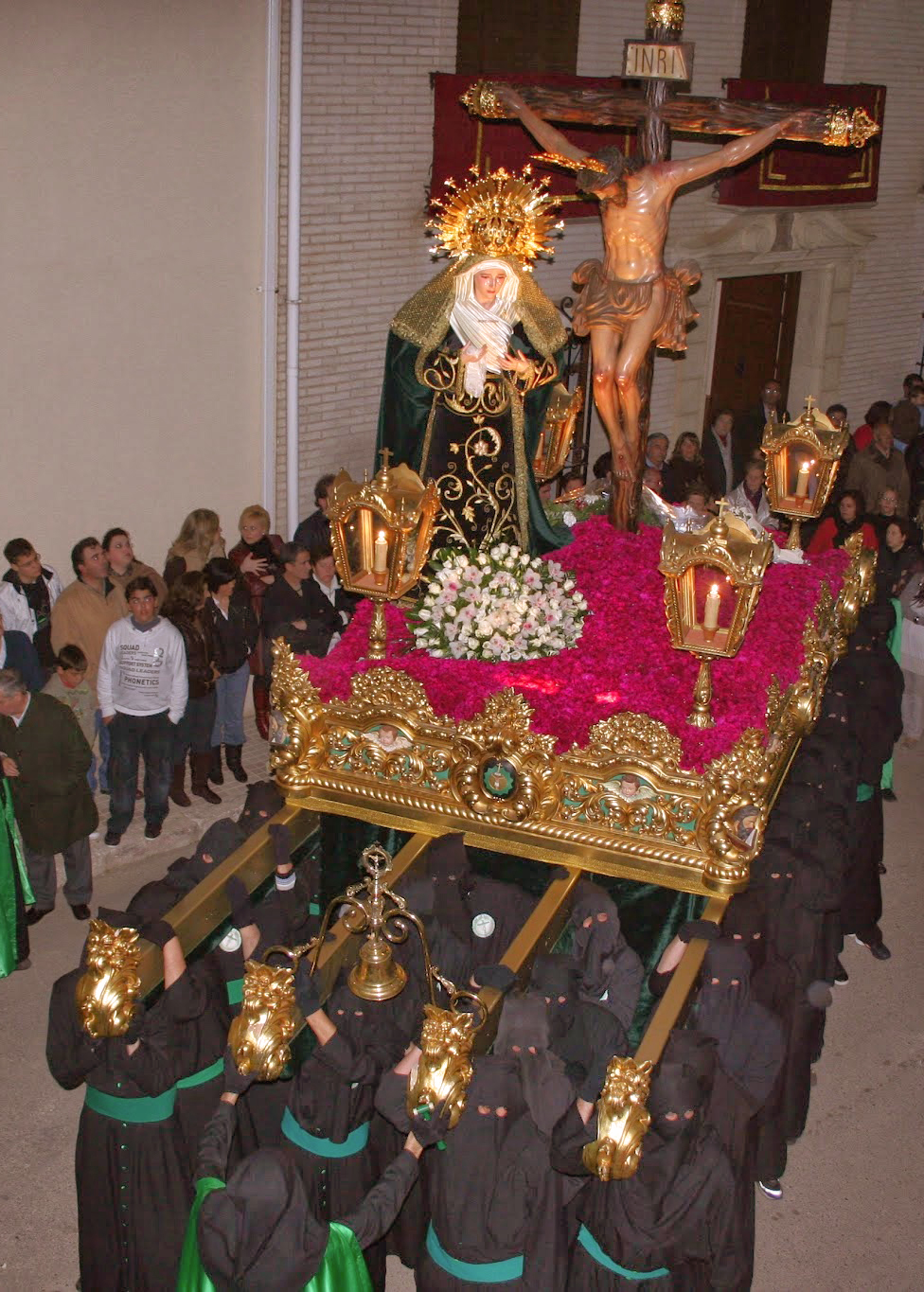
Santísimo Cristo de la Veracruz y María Santísima de la Esperanza en estación de penitencia.